# Broască de lac mare
Broasca de lac mare (Rana ridibunda sau Pelophylax ridibundus) este o specie de amfibieni din familia Ranidae.